# 洪孟啟
洪孟啟（1947年4月20日—），台灣學者、政治人物。國立政治大學東亞研究所法學博士，遼寧人，生於瀋陽市。銘傳大學講座教授，曾任中華民國文化部部長。

## 政治經歷

### 文化部部長時期（2015－2016）
2014年12月江宜樺內閣總辭後，原文化部長龍應台決定不再續任，由時任政務次長的洪孟啟代理部長一職，2015年1月正式繼任文化部長。
2015年9月30日，《壹週刊》報導，文化部為了護航預算過關，疑似拿公帑補助預算給執政的中國國民黨籍立委，每人配額250萬元。洪孟啟表示，此案在從頭到尾就沒有執行過，只是討論時有人提出但是被否決，當時只有三個處長主秘和他。對於造成行政院及執政黨委員困擾，提出辭呈。2016年政黨輪替後卸任退休。